# ماکس آدلر

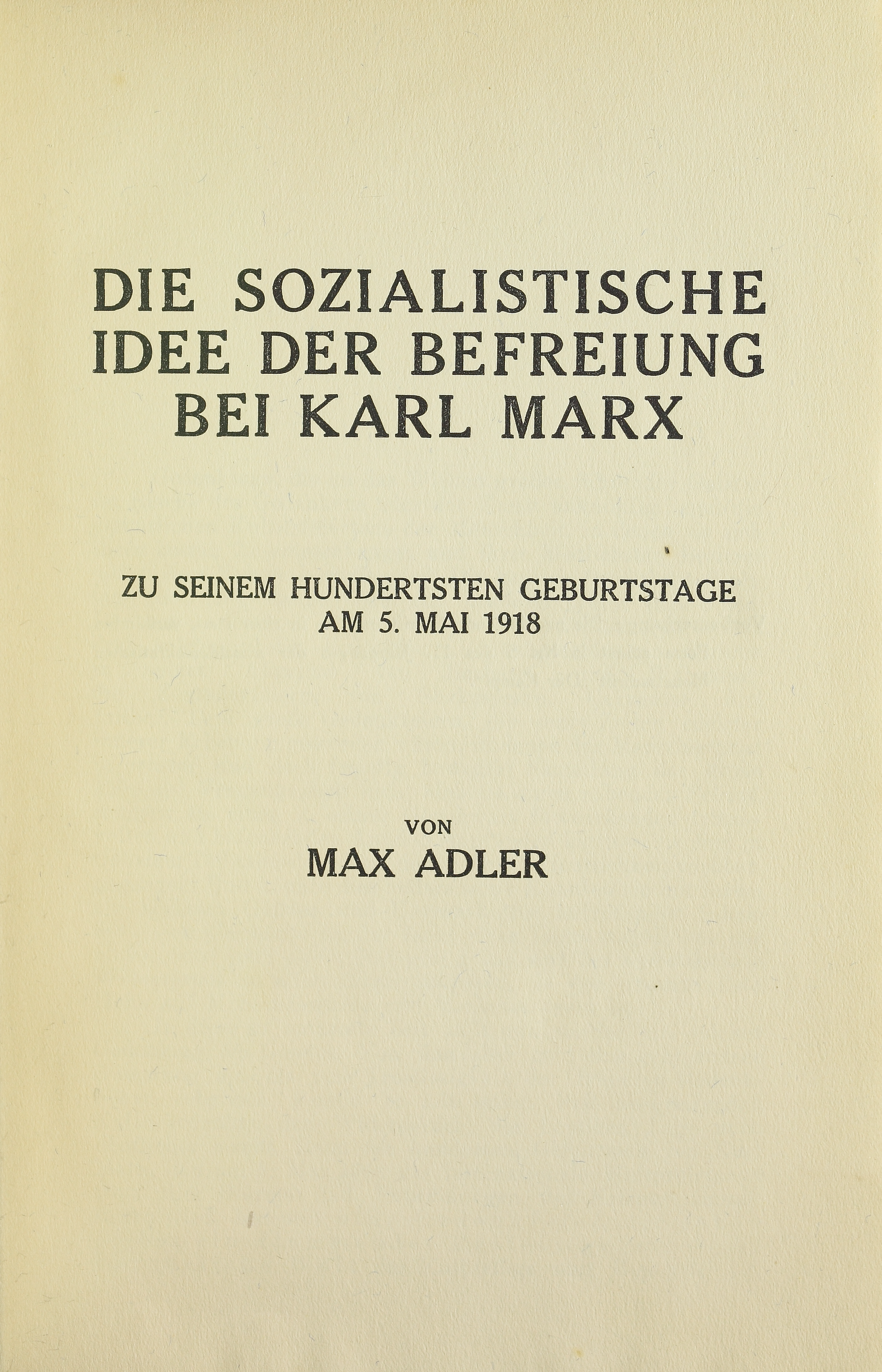
Sozialistische Idee der Befreiung bei کارل مارکس, ۱۹۱۸

ماکس آدلر (انگلیسی: Max Adler؛ ۱۵ ژانویهٔ ۱۸۷۳ – ۲۸ ژوئن ۱۹۳۷) یک فیلسوف و جامعه‌شناس اهل اتریش بود.